# Francesco Dettori
Francesco Dettori (Sassari, 2 marzo 1983) è un allenatore di calcio ed ex calciatore italiano, di ruolo centrocampista, tecnico della Santarcangiolese.
Ha collezionato 53 presenze in Serie B con le maglie di Avellino, Pescara e Triestina.

## Carriera
Esordisce in Promozione con la formazione sarda del Latte Dolce nella stagione 2000-01, segnando 9 gol in 30 presenze. L'anno seguente debutta tra i professionisti in serie C2 con la Sangiovannese, dove disputa 10 partite. Seguono due stagioni in serie D all'Orvietana, da cui risale in serie C2, acquistato dal Potenza nella stagione 2004-05. Rimane quattro stagioni con i rossoblu e ottiene una promozione in C1.
Nel gennaio 2008 si trasferisce a Pescara, in serie C1, e a fine stagione viene prelevato dall'Avellino in serie B. Alla sua prima stagione nei cadetti disputa 38 gare. A fine stagione ritorna a Pescara, dove nel 2009-10 segna due reti in 38 partite e contribuisce alla promozione della squadra in serie B. Resta in Abruzzo anche la stagione successiva. Nell'estate 2010 viene preso in comproprietà dal Chievo, che lo gira in prestito a gennaio dalla Triestina, sempre in serie B. Nel 2011 nuovo prestito alla Cremonese, in serie C1, dove raccoglie 31 presenze. Nel gennaio 2013 il Chievo lo gira in prestito al Perugia, dove sfiora la promozione in serie B persa dagli umbri in semifinale playoff.
Nel 2013-14 si trasferisce alla Carrarese, dove gioca 28 partite segnando due reti, e l'anno seguente passa all'Arezzo (32 presenze e 4 reti) per fare ritorno nel 2015 alla Carrarese segnando 8 reti in 32 gare. Nel giugno 2016 viene acquistato dal Padova, sempre in Lega Pro, dove raccoglie 4 goal in 36 presenze. 
Nella stagione 2022-23 si trasferisce all'AZ Picerno, dove chiude la carriera.
Allenatore
Il 17 luglio 2023 diviene nuovo allenatore dell'Under 17 dell'AZ Picerno, suo ultimo club da giocatore.
Nel settembre 2024 assume la guida della Santarcangiolese, squadra lucana di Eccellenza.

## Statistiche

### Presenze e reti nei club
| Stagione          | Squadra           | Campionato        | Campionato | Campionato | Coppe nazionali | Coppe nazionali | Coppe nazionali | Coppe continentali | Coppe continentali | Coppe continentali | Altre coppe | Altre coppe | Altre coppe | Totale | Totale |
| Stagione          | Squadra           | Comp              | Pres       | Reti       | Comp            | Pres            | Reti            | Comp               | Pres               | Reti               | Comp        | Pres        | Reti        | Pres   | Reti   |
| ----------------- | ----------------- | ----------------- | ---------- | ---------- | --------------- | --------------- | --------------- | ------------------ | ------------------ | ------------------ | ----------- | ----------- | ----------- | ------ | ------ |
| 2000-2001         | Latte Dolce       | Prom.             | 30         | 9          | -               | -               | -               | -                  | -                  | -                  | -           | -           | -           | 30     | 9      |
| 2001-2002         | Sangiovannese     | C2                | 10         | 0          | CI-C            | 2               | 0               | -                  | -                  | -                  | -           | -           | -           | 12     | 0      |
| 2002-2003         | Orvietana         | D                 | 32         | 2          | CI-D            | 2               | 0               | -                  | -                  | -                  | -           | -           | -           | 34     | 2      |
| 2003-2004         | Orvietana         | D                 | 33         | 2          | CI-D            | 7               | 2               | -                  | -                  | -                  | -           | -           | -           | 40     | 3      |
| Totale Orvietana  | Totale Orvietana  | Totale Orvietana  | 65         | 4          |                 | 9               | 2               |                    | -                  | -                  |             | -           | -           | 74     | 6      |
| 2004-2005         | Potenza           | C2                | 22         | 2          | CI-C            | 4               | 1               | -                  | -                  | -                  | -           | -           | -           | 26     | 3      |
| 2005-2006         | Potenza           | C2                | 31         | 1          | CI-C            | 3               | 0               | -                  | -                  | -                  | -           | -           | -           | 34     | 1      |
| 2006-2007         | Potenza           | C2                | 29         | 3          | CI-C            | 4               | 0               | -                  | -                  | -                  | -           | -           | -           | 33     | 3      |
| 2007-gen. 2008    | Potenza           | C1                | 18         | 2          | CI-C            | 2               | 0               | -                  | -                  | -                  | -           | -           | -           | 20     | 2      |
| gen.-giu. 2008    | Pescara           | C1                | 15         | 2          | CI-C            | 0               | 0               | -                  | -                  | -                  | -           | -           | -           | 15     | 2      |
| 2008-2009         | Avellino          | B                 | 38         | 0          | CI              | 1               | 0               | -                  | -                  | -                  | -           | -           | -           | 39     | 0      |
| 2009-2010         | Pescara           | 1D                | 33+4       | 2          | CI-LP           | 2               | 0               | -                  | -                  | -                  | -           | -           | -           | 39     | 2      |
| 2010-gen. 2011    | Chievo            | A                 | 0          | 0          | CI              | 1               | 0               | -                  | -                  | -                  | -           | -           | -           | 1      | 0      |
| gen.-giu. 2011    | Triestina         | B                 | 15         | 0          | CI              | 0               | 0               | -                  | -                  | -                  | -           | -           | -           | 15     | 0      |
| 2011-2012         | Cremonese         | 1D                | 31+2       | 4          | CI-LP           | 3               | 0               | -                  | -                  | -                  | -           | -           | -           | 36     | 4      |
| 2012-gen. 2013    | Chievo            | A                 | 0          | 0          | CI              | 1               | 0               | -                  | -                  | -                  | -           | -           | -           | 1      | 0      |
| Totale Chievo     | Totale Chievo     | Totale Chievo     | 0          | 0          |                 | 2               | 0               |                    | -                  | -                  |             | -           | -           | 2      | 0      |
| gen.-giu. 2013    | Perugia           | 1D                | 9+1        | 3          | CI+CI-LP        | 0+0             | 0               | -                  | -                  | -                  | -           | -           | -           | 10     | 3      |
| 2013-2014         | Carrarese         | 1D                | 28         | 2          | CI-LP           | 0               | 0               | -                  | -                  | -                  | -           | -           | -           | 20     | 8      |
| lug.-set. 2014    | Pescara           | B                 | 0          | 0          | CI              | 1               | 0               | -                  | -                  | -                  | -           | -           | -           | 1      | 0      |
| Totale Pescara    | Totale Pescara    | Totale Pescara    | 48+4       | 4          |                 | 3               | 0               |                    | -                  | -                  |             | -           | -           | 55     | 4      |
| set. 2014-2015    | Arezzo            | LP                | 32         | 4          | CI-D            | 0               | 0               | -                  | -                  | -                  | -           | -           | -           | 32     | 4      |
| 2015-2016         | Carrarese         | LP                | 32         | 8          | CI-LP           | 2               | 0               | -                  | -                  | -                  | -           | -           | -           | 34     | 8      |
| Totale Carrarese  | Totale Carrarese  | Totale Carrarese  | 53         | 10         |                 | 2               | 0               |                    | -                  | -                  |             | -           | -           | 55     | 10     |
| 2016-2017         | Padova            | LP                | 36+1       | 4          | CI+CI-LP        | 1+1             | 0               | -                  | -                  | -                  | -           | -           | -           | 39     | 4      |
| 2017-2018         | Feralpisalò       | C                 | 31+4       | 1          | CI+CI-C         | 0+0             | 0               | -                  | -                  | -                  | -           | -           | -           | 35     | 1      |
| 2018-2019         | Potenza           | C                 | 32+4       | 0          | CI-C            | 5               | 1               | -                  | -                  | -                  | -           | -           | -           | 41     | 1      |
| 2019-2020         | Potenza           | C                 | 30+2       | 0          | CI+CI-C         | 2+2             | 0               | -                  | -                  | -                  | -           | -           | -           | 36     | 0      |
| Totale Potenza    | Totale Potenza    | Totale Potenza    | 162+6      | 8          |                 | 22              | 2               |                    | -                  | -                  |             | -           | -           | 190    | 10     |
| 2020-2021         | AZ Picerno        | D                 | 30+2       | 3          |                 | -               | -               | -                  | -                  | -                  | -           | -           | -           | 32     | 3      |
| 2021-2022         | AZ Picerno        | C                 | 28+1       | 1          | CI-C            | 1               | 0               | -                  | -                  | -                  | -           | -           | -           | 30     | 1      |
| 2022-2023         | AZ Picerno        | C                 | 19         | 0          | CI-C            | 1               | 0               | -                  | -                  | -                  | -           | -           | -           | 20     | 0      |
| Totale AZ Picerno | Totale AZ Picerno | Totale AZ Picerno | 77+3       | 4          |                 | 2               | 0               |                    | -                  | -                  |             | -           | -           | 82     | 4      |
| Totale carriera   | Totale carriera   | Totale carriera   | 637+21     | 55         |                 | 48              | 4               |                    | -                  | -                  |             | -           | -           | 706    | 59     |